# Schlesisches Tor (Berlins tunnelbana)
Schlesisches Tor är en tunnelbanestation i Berlins tunnelbana på linje U1 och U3.
Stationen ligger i östra Kreuzberg, nära Oberbaumbrücke, i de bohemska kvarteren som ofta kallas för SO36 efter sin tidigare postkod. Stationsnamnet kommer från den stadsport som fanns här tidigare, Schlesisches Tor.
År 1902 öppnade stationen på Berlins allra första tunnelbanelinje. Stationsbyggnaden uppfördes efter ritningar av arkitekterna August Dinklage och  Hans Grisebach  och var slutstation under Berlinmurens tid efter 1961, eftersom stationen efter Warschauer Straße, låg i öst. 1995 öppnades åter sträckan till den forna slutstationen  Warschauer Straße, där det även finns pendeltåg.

## Bilder

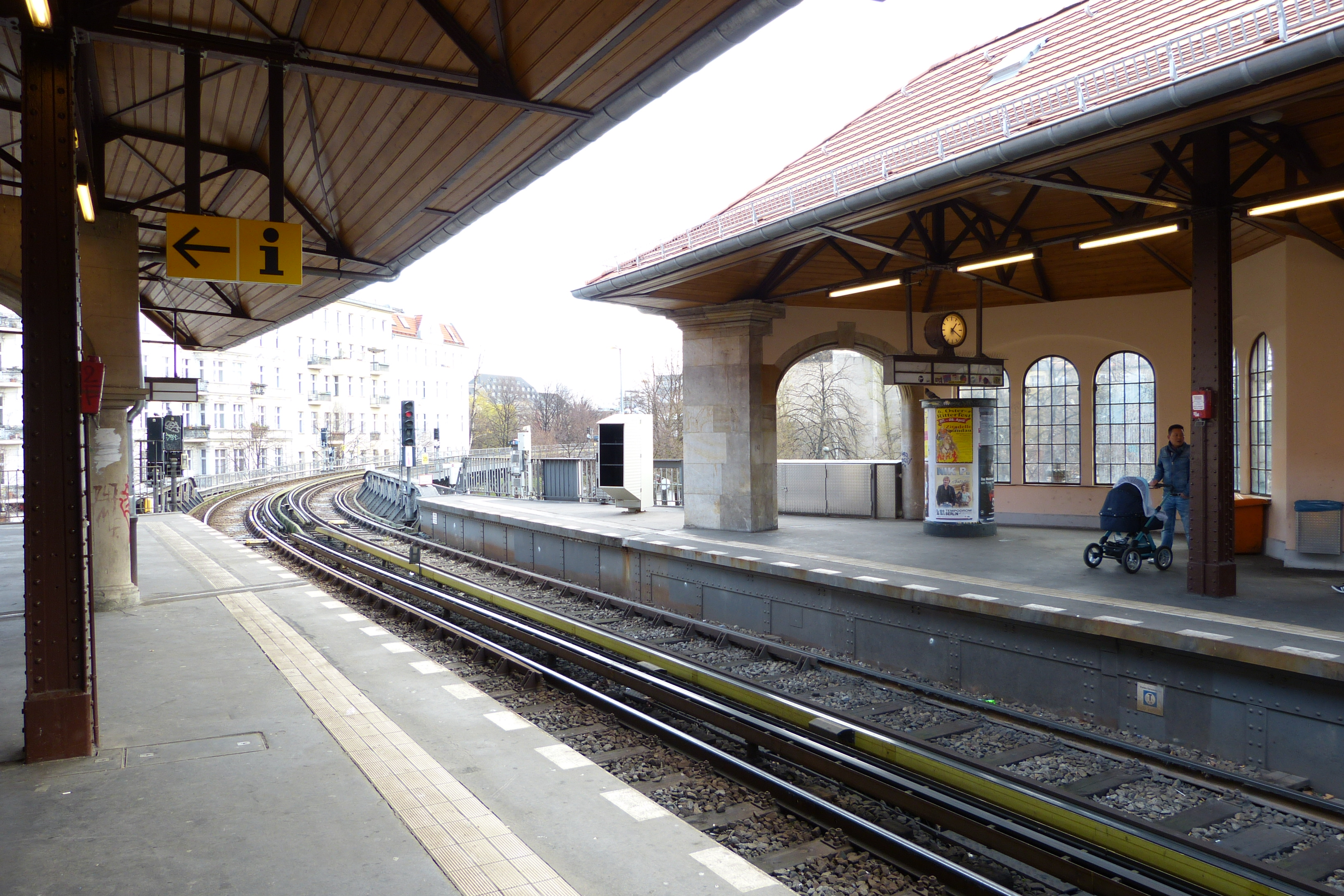
Schlesisches Tor perronger
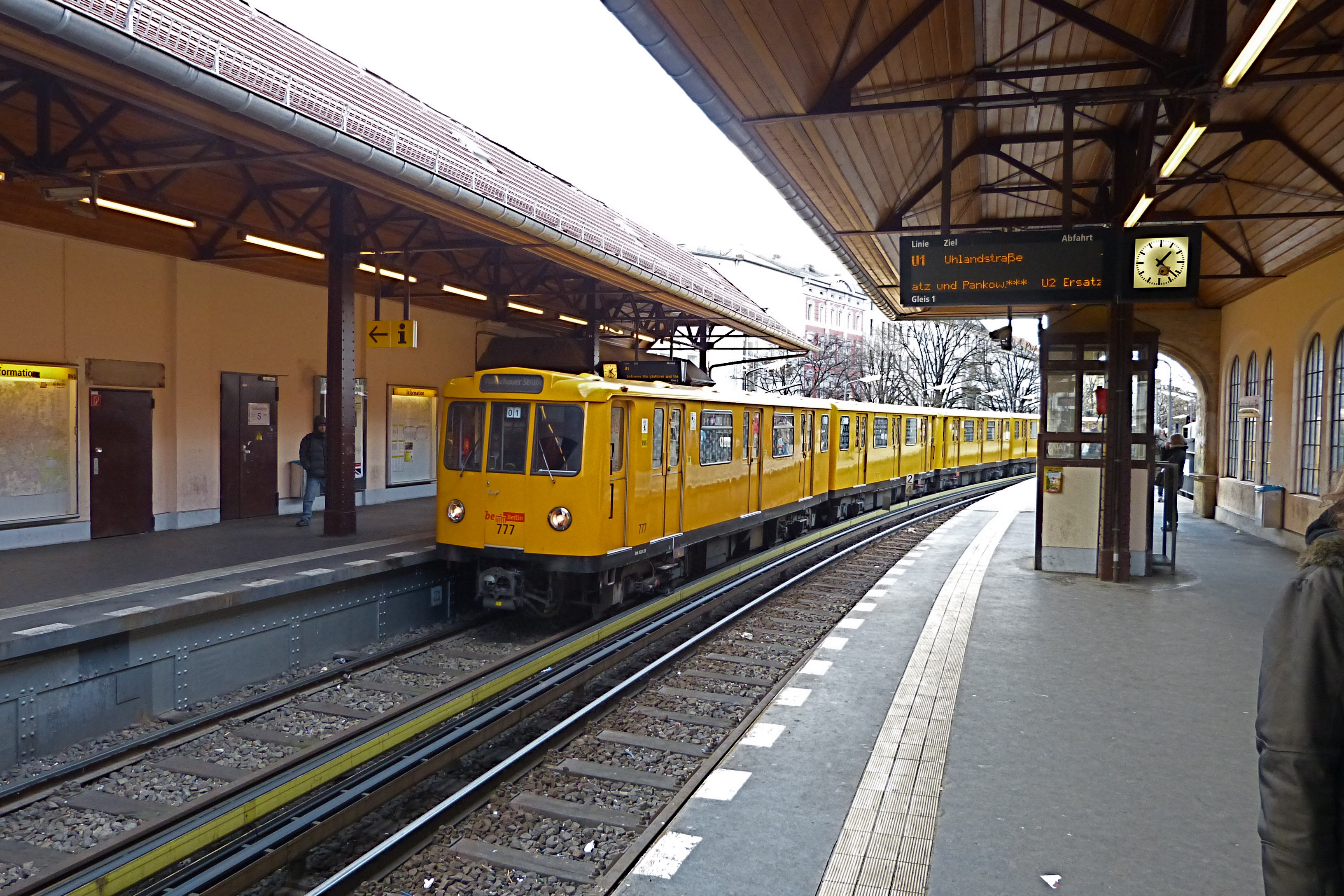
Schlesisches Tor
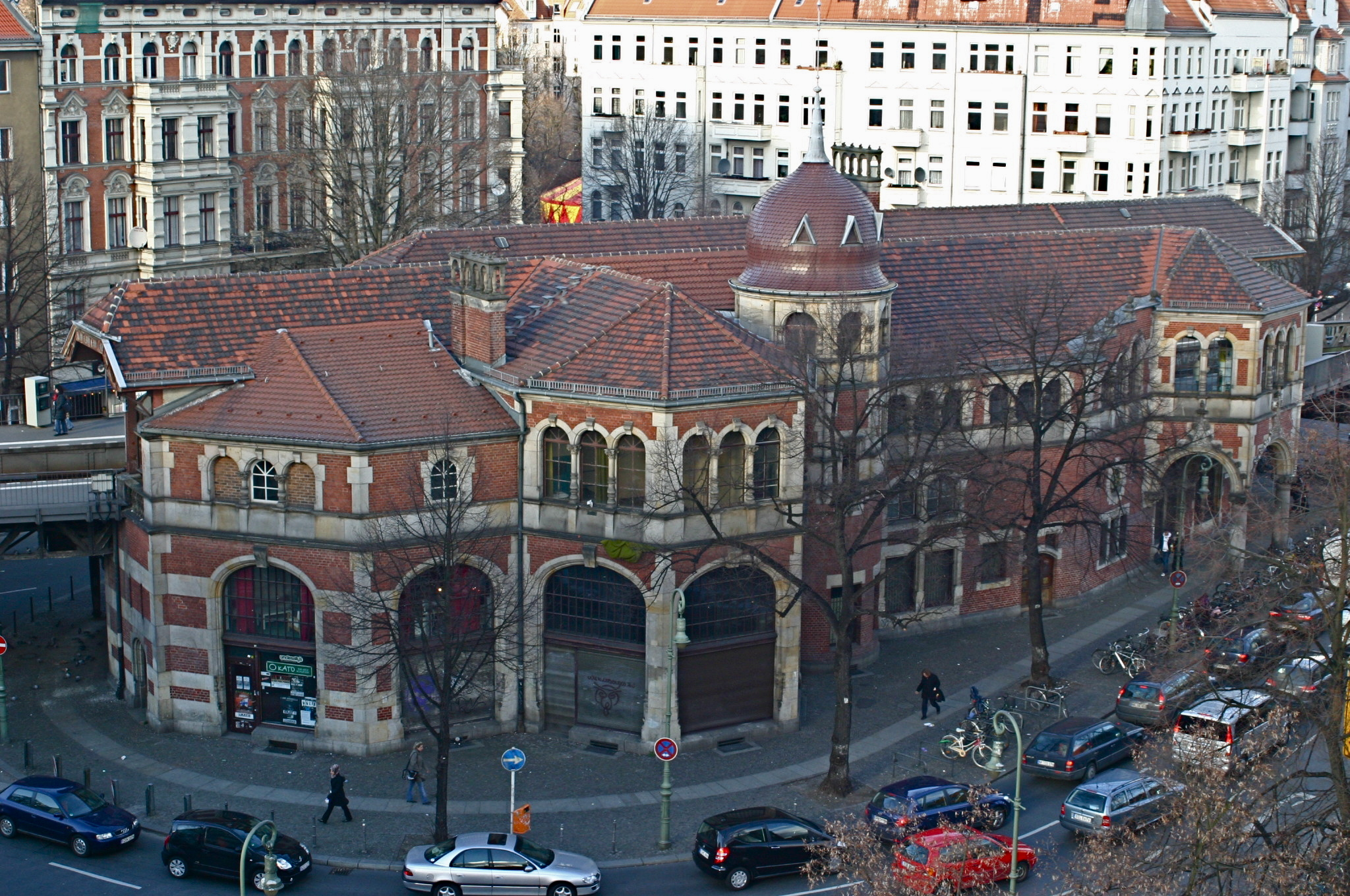
Schlesisches Tor i februari 2008
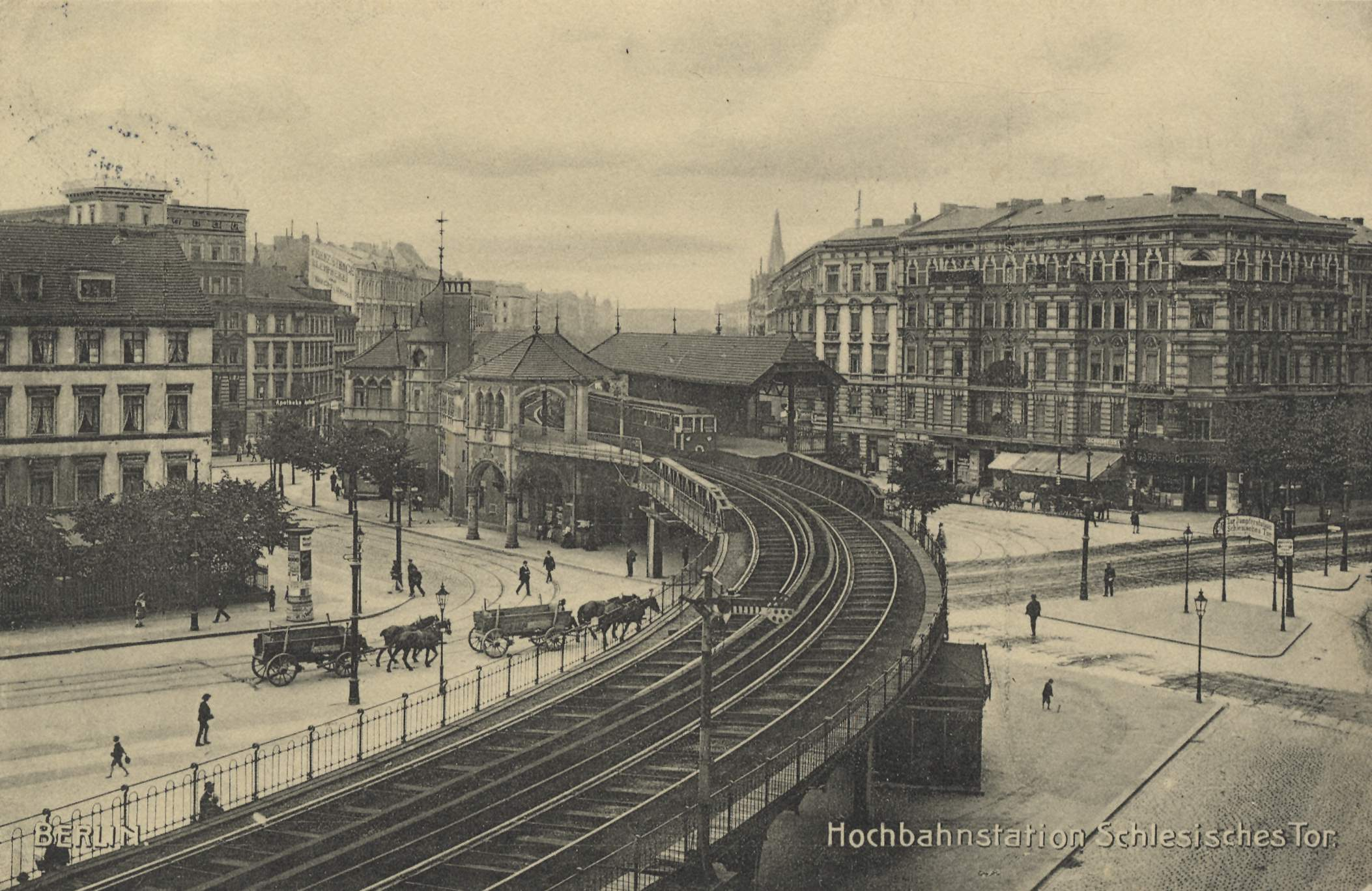
Äldre vykort på Schlesisches Tor